# Jessica Sula
Jessica Bianca Sula (Gorseinon, 3 mei 1994) is een Brits actrice. Ze is bekend dankzij haar rol als  Grace Blood  in de Britse tienergeoriënteerde televisieserie Skins.

## Filmografie
| Jaar      | Titel | Rol         | Opmerkingen  |
| --------- | ----- | ----------- | ------------ |
| 2016      | Split | Marcia      |              |
| 2011–2012 | Skins | Grace Blood | Seizoen 5, 6 |

- Library of Congress Control Number: no2017063241
- Virtual International Authority File: 2333149619366504010002
- WorldCat: E39PBJpPFWctMxh8w9wc3Q9MT3